# Grand Funk Railroad
Grand Funk Railroad (или Grand Funk) — американская хард-рок-группа, образованная в 1969 году. В течение 1969—1972 годов пять альбомов GFR стали платиновыми (остальные три — золотыми); общий альбомный тираж группы в 70-х годах составил более 25 миллионов. Grand Funk Railroad исполняли предельно упрощённый, но оглушительно-громкий вариант блюз-рока; впоследствии музыкальные критики стали упоминать их в числе провозвестников стоунер-рока.
C 2000 года Дон Брюер и Мел Шачер вместе с бывшими участниками 38 Special, Kiss и Bob Seger's Silver Bullet Band гастролируют, используя название Grand Funk Railroad. Основной вокалист и лидер-гитарист Марк Фарнер также выступал и записывался с собственной группой — N’rG.

## История группы

### 1969—1976
Grand Funk Railroad образовались в 1969 году, когда поющий гитарист Марк Фарнер и ударник Дон Брюер пригласили Мела Шачера (бас-гитариста из ? & the Mysterians). Бывший вокалист группы The Pack Терри Найт, к тому времени работавший в Capitol, согласился стать их менеджером: именно он предложил назвать ансамбль в честь известной в Мичигане железной дороги, известной как Grand Trunk Western Railroad. Получив первое признание на поп-фестивале в Атланте 4 июля 1969 года, трио подписало контракт с Capitol, где некоторое время его рассматривали как «американский ответ Cream». GFR выработали собственный сверхмощный стиль звучания, тут же сделавший их популярнейшей концертной группой США 1970—1971 годов.
Альбом On Time (1969) поднялся до 27 места в списках «Биллборда», Grand Funk (1970) — до 11-го. Взлет группы многие объясняли агрессивной тактикой их менеджера. В 1970 году Найт затратил 100 тысяч долларов на гигантский постер в Нью-Йорке, рекламировавший альбом Closer To Home. Последний тут же поднялся до 6-го места в Billboard 200.
В 1971 году Grand Funk Railroad побили рекорд The Beatles по скорости реализации билетов на свои концерты. Всё это время музыкальная критика отзывалась о GFR пренебрежительно, а радиостанции за небольшим исключением отказывали им во внимании.
После выхода альбома E Pluribus Funk (выпущенного в оригинальном конверте-круге) GFR решили уволить менеджера: на его место пришли — сначала Энди Кавальере, затем Джон Истман (отец Линды Маккартни). Следующие несколько лет группа провела в судебных тяжбах с Найтом, которому выплатила в конечном итоге гигантскую компенсацию. Сохранив права на название, она тем не менее сократила его до Grand Funk, после чего стала квартетом: к составу присоединился клавишник Крейг Фрост (экс-Fabulous Pack). (Рассматривавшийся в качестве альтернативы Питер Фрэмптон после подписания большого сольного контракта вынужден был отклонить приглашение.) С приходом Фроста звучание группы смягчилось, стало более ритм-энд-блюзовым, что вызвало неудовольствие значительной части фанатов. В новом составе группа записывает альбом Phoenix.
Альбом We're An American Band (1973 г.), записанный с продюсером Тоддом Рандгреном, поднялся на первое место в списках «Биллборда», как и одноимённый сингл из него — своего рода гимн «концертной жизни», которую за эти годы так полюбила группа. Вторым синглом-чарттоппером Grand Funk стал «The Loco-Motion» (1974): так впервые в истории кавер-версия повторила успех оригинала Литтл Ивы.
В 1974 году группа вернулась к полному варианту названия и подписала контракт с продюсером Джимми Айнером. Выпустив альбомы All the Girls in the World Beware!!! (1974), Caught in the Act (двойной концертный, 1975) и Born to Die (1976), Grand Funk Railroad перешли на лейбл MCA Records, выпустив (с продюсером Фрэнком Заппой) Good Singin', Good Playin. Альбом, который музыкальными критиками оценивается как сильнейший в их дискографии, не попал в Top 50. Фарнер покинул состав и занялся сольной карьерой (которая ограничилась выпуском двух альбомов), а Брюер, Шачер и Фрост пригласили гитариста Билли Этуорти. Новый состав, названный Flint, выпустил один альбом, но коммерческого успеха с ним не имел.

### 1981 —
В 1981 году Фарнер и Брюер с бас-гитаристом Деннисом Биллингером реформировали Grand Funk Railroad и на лейбле Full Moon выпустили альбомы Grand Funk Lives и What’s Funk?, после чего, расстроенные отсутствием должной реакции, вновь разошлись в 1983 году.
После окончательного распада Фарнер гастролировал по США с Adrenalin, исполняя песни Grand Funk. Будучи не в состоянии обеспечить контракт на выпуск альбома, Фарнер покинул Adrenalin и создал проект Mark Farner’s Common Ground, с которым выступал до осени 1990 года. Марк Фарнер записал три альбома христианской тематики. Брюер и Фрост присоединились к Бобу Сигеру в Bob Seger's Silver Bullet Band.
В 1995 году Марку Фарнеру было предложено войти в состав Ringo Starr’s All Starr Band, после чего с Доном и Мелом он организовал реюнион, ознаменовавшийся гастролями, участие в которых принял гитарист и клавишник Ховард Эдди-младший (англ. Howard Eddy Jr.). 1996—1998 годы группа провела в турне, дав большой благотворительный концерт в пользу сирот Боснии и попав в список Pollstar’s Top 100 Shows.
В 2000 году Grand Funk Railroad реформировались: в новый состав вошли, наряду с Брюером и Шачером, вокалист Макс Карл (38 Special), гитарист Брюс Кулик (12 лет проведший в Kiss) и клавишник Тим Кэшион (игравший до этого с Бобом Сигером и Робертом Палмером).
30 октября 2012 года Фарнеру сделали операцию по вживлению кардиостимулятора.

## Состав
Текущий состав
- Дон Брюер — ударные, вокал (1969—1976, 1981—1983, с 1996)
- Мел Шачер — бас-гитара (1969—1976, 1981, с 1996)
- Макс Карл — вокал, гитара (с 2000)
- Тим Кэшн — клавишные, орган, синтезатор (с 2000)
- Брюс Кулик — гитара (с 2000)

Бывшие участники
- Марк Фарнер — гитара, вокал (1969—1976, 1981—1983, 1996—1998)
- Крэйг Фрост — клавишные, бэк-вокал (1972—1976)
- Говард Эдди-младший — клавишные (1996—1998)
- Деннис Беллингер — бас-гитара (1981—1983)

## Дискография

### Студийные альбомы
- On Time (1969)
- Grand Funk (The Red Album) (1969)
- Closer to Home (1970)
- Survival (1971)
- E Pluribus Funk (1971)
- Phoenix (1972)
- We’re an American Band (1973)
- Shinin' On (1974)
- All the Girls in the World Beware!!! (1974)
- Monumental Funk (1974)
- Born To Die (1976)
- Good Singin', Good Playin' (1976)
- Grand Funk Lives (1981)
- What’s Funk? (1983)

### Концертные альбомы
- Live Album (1970)
- Caught in the Act (1975)
- Bosnia (1997)
- Thirty Years of Funk: 1969—1999 (1999)
- Live: The 1971 Tour (2002)

### Сборники
- Grand Funk / Live Album (1970)
- Mark, Don and Mel: 1969-71 (1972)
- Grand Funk Hits (1976)
- Hits (1977)
- The Best of Grand Funk (1990)
- Capitol Collectors Series (1991)
- Heavy Hitters (1992)
- Collectors (1993)
- Thirty Years of Funk: 1969—1999 (1999)
- Super Best (1999)
- Rock Champions (2001)
- Very Best Grand Funk Railroad Album Ever (2001)
- Classic Masters (2002)
- Trunk of Funk (2001)
- Greatest Hits (CD/DVD) (2006)
- Icon (2013)

## Дополнительная информация
- Grand Funk Railroad — любимая группа Гомера Симпсона[6].
- Фрагмент сингла «We’re an American Band» звучит в фильме 2005 года «Сахара».